# Красноногая моевка
Красноно́гая мо́евка, или красноно́гая говору́шка (лат. Rissa brevirostris) — вид птиц из семейства чайковых (Laridae).
Мелкая белоголовая чайка, отличающаяся отсутствием заднего пальца на ноге и вырезанным неглубокой вилочкой хвостом. Несколько очагов гнездования сохранилось на Алеутских и Командорских островах.
Отличается от обыкновенной моевки (Rissa tridactyla), кроме красных ног, несколько меньшими размерами, более тёмной окраской, серым, а не белым низом крыла, коротким клювом, отсутствием М-образного рисунка у молодых, более высоким голосом. Предпочитает скалистым участкам побережья узкие скальные карнизы, небольшие выступления и ниши скал. Вне сезона придерживается глубоководных участков моря далеко от побережья.
В кладке 1 яйцо, в сезоне 1 кладка, повторные кладки взамен утраченных не отмечены. Гнездится плотными колониями. Насиживают кладку и выкармливают птенца оба родителя. Успех размножения — один птенец на две пары чаек, чаще 1 птенец на 4 пары. Более 90 % чаек возвращаются на прошлогодние участки колоний.
Кормится над участками акватории от границ шельфовой зоны до глубин 2000 м и более, собирая корм в слое воды от поверхности до глубины 0,5 м. Питается рыбой и морскими беспозвоночными. Зимует в северной части Аляски и на юго-востоке Берингова моря.
Редкий вид, нуждается в охране. Занесён в Красную книгу России.